# Choristostigma
Choristostigma là một chi bướm đêm thuộc họ Crambidae.

## Các loài
- Choristostigma disputalis (Barnes & McDunnough, 1917)
- Choristostigma elegantalis Warren, 1892
- Choristostigma erubescens (Hampson, 1899)
- Choristostigma laetalis (Hampson, 1900)
- Choristostigma leucosalis (Barnes & McDunnough, 1914)
- Choristostigma particolor (Dyar, 1914)
- Choristostigma perpulchralis
- Choristostigma plumbosignalis Fernald, 1888
- Choristostigma roseopennalis (Hulst, 1886)
- Choristostigma zephyralis